# Basilia louwerensi
Basilia louwerensi är en tvåvingeart som först beskrevs av Schuurmans Stekhoven 1942.  Basilia louwerensi ingår i släktet Basilia och familjen lusflugor. Inga underarter finns listade i Catalogue of Life.